# Всевалентний метод
Всевале́нтний ме́тод (рос. всевалентный метод, англ. all valence electron method) — квантовохімічний метод, в якому при обчисленнях беруться до уваги лише валентні електрони при побудові хвильових функцій. До таких всевалентних методів належать CNDO, INDO, AM1 та PM3. Обчислення з використанням цих методів здійснюються на кілька порядків швидше, ніж з ab initio.